# 1981 في بلجيكا
فيما يلي قوائم الأحداث التي وقعت خلال عام 1981 في بلجيكا.

## أحداث
- 20 أكتوبر – تفجير أنتويرب 1981

## رياضة
- 17 مايو – جائزة بلجيكا الكبرى 1981 الفائز كارلوس ريوتيمان.

## برامج ومسلسلات وأنمي
- السنافر

## مواليد

### يناير
- 6 يناير – جيريمي رينييه ممثل بلجيكي.
- 18 يناير – أوليفيه روكوس لاعب كرة مضرب بلجيكي.

### فبراير
- 4 فبراير – يوهان فانسومرن درّاج طريق بلجيكي.

### أبريل
- 10 أبريل – يفيس في دي جي بلجيكي.

### أغسطس
- 29 أغسطس – إيميلي ديكيني ممثلة بلجيكية.

## وفيات

### أبريل
- 21 أبريل – فرناند سايفي (مواليد 1900) درّاج طريق بلجيكي.

### أكتوبر
- 10 أكتوبر – عمر تافيرني (مواليد 1904) درّاج طريق بلجيكي.
- 21 أكتوبر – ويفلريد بوي (مواليد 1943) لاعب كرة قدم بلجيكي.